# Wout Weghorst
Wout François Maria Weghorst (Borne, 7 augustus 1992) is een Nederlands voetballer die doorgaans als spits speelt. Sinds 29 augustus 2024 staat Weghorst onder contract van Ajax. Eerder kwam hij uit voor FC Emmen, Heracles Almelo, AZ, VfL Wolfsburg, Burnley en op huurbasis voor Beşiktaş, Manchester United en TSG Hoffenheim. Weghorst debuteerde in 2018 in het Nederlands voetbalelftal.

## Clubcarrière

### FC Emmen
Weghorst begon met voetballen bij RKSV NEO in zijn geboorteplaats Borne. Op jonge leeftijd wist hij het eerste elftal te halen en kroonde zich tot clubtopscorer. Na het seizoen vertrok hij naar het op een hoger niveau spelende DETO. Hoewel hij daar geen topscorer werd wist hij toch de interesse van een aantal profclubs te wekken. Weghorst koos uiteindelijk voor Willem II. Hoewel hij in de voorbereiding een kans kreeg om zich in het eerste elftal te spelen, wist hij niet verder te komen dan spelen voor het belofteteam van de Tilburgers.
Omdat hij bij het belofteteam minder speeltijd kreeg dan waar hij op had gehoopt, ging hij in op een aanbieding van FC Emmen alwaar hij op 10 augustus 2012 in een wedstrijd tegen FC Dordrecht (1–1) zijn debuut in het betaald voetbal maakte. Zijn eerste goal maakte hij op 21 september 2012, in de met 2–1 gewonnen derby tussen FC Emmen en BV Veendam. Weghorst maakte de 2–1. In zijn debuutseizoen wist hij het tot 28 wedstrijden in het eerste elftal te schoppen waarin hij 8 keer het net wist te vinden. Nadat zijn contract afliep in de zomer van 2014 vertrok hij transfervrij naar Heracles Almelo.

### Heracles Almelo
Weghorst debuteerde op 9 augustus 2014 voor Heracles Almelo in de Eredivisie, als invaller tegen AZ. De wedstrijd werd met 0–3 verloren. Weghorst speelde in de volgende twee seizoenen meer dan zestig competitiewedstrijden voor de club. Daarmee stond hij in het seizoen 2014/15 tot twee speelronden voor het einde op een degradatieplaats. Een jaar later werden zijn ploeggenoten en hij zesde en dwongen ze via de play-offs 2016 voor het eerst in de clubhistorie plaatsing voor Europees voetbal af.

### AZ

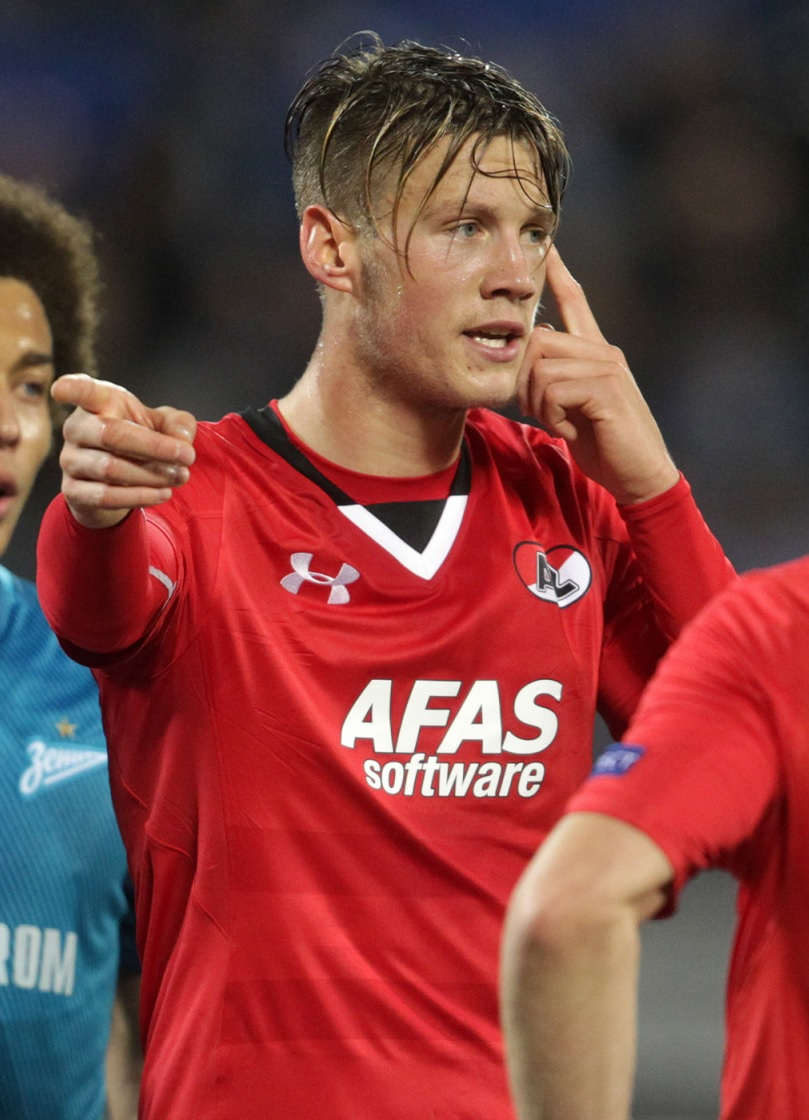
Weghorst spelend voor AZ in 2016

Weghorst tekende in juli 2016 een contract tot medio 2020 bij AZ, de nummer vier van het voorgaande seizoen. In zijn verbintenis werd een optie voor nog een jaar opgenomen. Hiervoor maakte hij op 24 november 2016 zijn eerste doelpunt in een Europees toernooi, de winnende 0–1 tijdens een groepswedstrijd in de UEFA Europa League uit bij Dundalk FC. Weghorst werd bij AZ een belangrijke schakel. In zijn tweede seizoen maakte hij achttien competitiegoals en behaalde hij met AZ de derde plaats in de Eredivisie en de KNVB Beker bekerfinale. Dit leverde hem een transfer op naar VfL Wolfsburg.

### VfL Wolfsburg

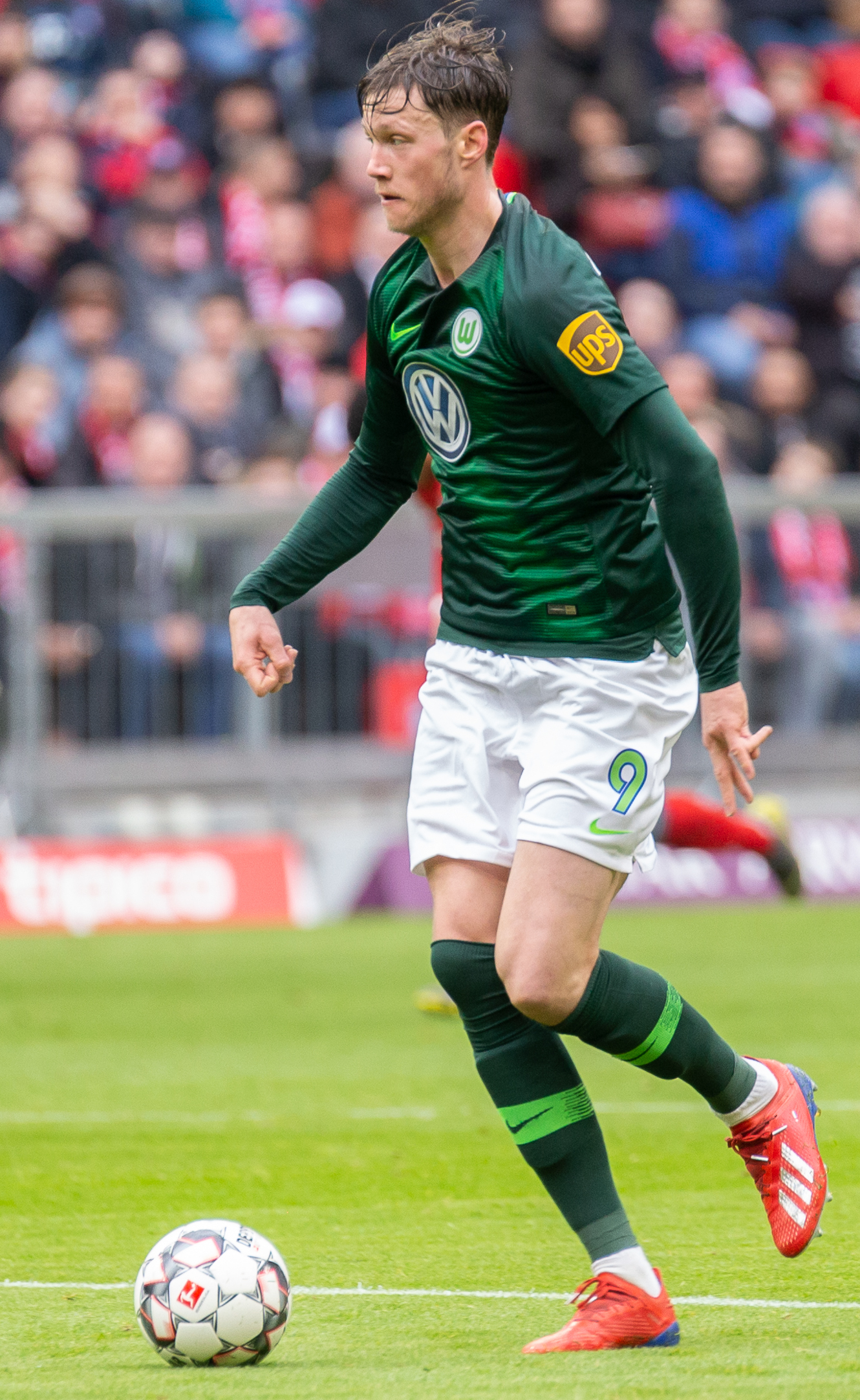
Weghorst in het shirt van VfL Wolfsburg in 2019

Bij VfL Wolfsburg speelde hij in zijn eerste seizoen (2018/19) vrijwel alle wedstrijden en maakte hij zeventien goals in de Bundesliga. Hij werd clubtopscorer en VfL Wolfsburg zesde, goed voor kwalificatie voor de Europa League. Ook in de seizoenen die volgden wist Weghorst zijn goede prestaties door te zetten bij die Wölfe. In het seizoen 2020/21 eindigde de club als vierde in de Bundesliga en wist het zodoende te plaatsen voor de UEFA Champions League. 
In het seizoen 2021/2022 raakte VfL Wolfsburg na een goede seizoensstart in een vrije val op de ranglijst van de Bundesliga. In de Duitse competitie werd de vechtersmentaliteit van Wout Weghorst gewaardeerd, maar er was ook oog voor zijn voetbalkwaliteiten. Hij slaagde er vaak in weg te lopen uit de dekking van Duitse verdedigers door zijn gevarieerde manier van vrijlopen. Bij voorzetten van de zijkant stond Weghorst vaak op een plek waar hij het doelgebied kon overzien. Dan maakte hij een keuze: Hij kroop voor de verdediger, juist achter hem langs of hij liet zich juist terugvallen. Omdat tegenstanders niet wisten welke keuze Weghorst zou maken was hij lastig te verdedigen. Weghorst schoot in de Bundesliga gemiddeld genomen van dichterbij dan andere spitsen, maar als hij schoot, dan was hij ook vaak succesvol. Uiteindelijk kwam hij in 118 wedstrijden tot 59 Bundesliga-goals voor Wolfsburg, evenveel als Grafite. Alleen Edin Dzeko (66) maakte meer doelpunten.

### Burnley
In januari 2022 maakte Weghorst de overstap naar Burnley, op dat moment de hekkensluiter van de Premier League. Hij tekende tot medio 2025. In dit eerste halfjaar wist hij niet te overtuigen en degradeerde met zijn ploeg  aan het eind van het seizoen naar de EFL Championship. Weghorst had in zijn contract afspraken gemaakt dat hij bij een eventuele degradatie zou kunnen vertrekken. Ook met het oog op het WK 2022 in Qatar.
In juli 2022 werd Weghorst voor een jaar verhuurd aan Beşiktaş in Turkije. Op 13 januari 2023 werd deze deal ontbonden. Op dezelfde dag werd Weghorst tot het einde van het seizoen 2022/23 uitgeleend aan Manchester United. Op 18 januari debuteerde hij als basisspeler tegen Crystal Palace. In zijn eerste periode bij deze club speelde hij veel, mede door blessures bij andere spelers. Hij werd niet enkel opgesteld als spits, maar ook op de nummer 10-positie direct achter de spits.
In augustus 2023 werd Weghorst voor de derde keer door Burnley verhuurd, dit keer voor een seizoen aan TSG 1899 Hoffenheim in de Bundesliga. Hij kreeg rugnummer 10. Op 14 augustus 2023 maakte hij zijn eerste speelminuten tijdens de eerste ronde van de DFB-Pokal tegen VfB Lübeck. In de negende competitieronde scoorde hij zijn eerste doelpunt tijdens de met 2–3 gewonnen uitwedstrijd tegen VfB Stuttgart. Na een overtreding op Maximilian Beier schoot hij in de 21e minuut raak vanaf de elfmeterstip en zette hij zijn ploeg op een 0–2 voorsprong.

### Ajax
Na zijn huurperiode bij Hoffenheim en het EK 2024 keerde Weghorst terug bij het uit de Premier League gedegradeerde Burnley. Gedurende de zomer was er sprake van geruchten over verschillende geïnteresseerde clubs, waaronder FC Twente, Trabzonspor en Ajax. Op 29 augustus 2024 maakte Ajax bekend dat Weghorst een tweejarig contract bij de club heeft getekend. Bij Ajax zou hij de concurrentie aan moeten gaan met Brian Brobbey en Chuba Akpom. Op 18 september 2024 maakte Weghorst zijn debuut voor Ajax in de Eredivisie wedstrijd tegen Fortuna Sittard. Op 6 oktober volgde zijn eerste doelpunt voor de club tijdens de thuiswedstrijd tegen FC Groningen.

## Clubstatistieken
| Seizoen                   | Club                | Competitie     | Competitie | Competitie | Competitie | Beker | Beker | Beker | Internationaal | Internationaal | Internationaal | Totaal | Totaal | Totaal |
| Seizoen                   | Club                | Competitie     | Wed.       | Dlp.       | Ass.       | Wed.  | Dlp.  | Ass.  | Wed.           | Dlp.           | Ass.           | Wed.   | Dlp.   | Ass.   |
| ------------------------- | ------------------- | -------------- | ---------- | ---------- | ---------- | ----- | ----- | ----- | -------------- | -------------- | -------------- | ------ | ------ | ------ |
| 2012/13                   | FC Emmen            | Eerste divisie | 28         | 8          | 0          | 2     | 0     | 0     | —              | —              | —              | 30     | 8      | 0      |
| 2013/14                   | FC Emmen            | Eerste divisie | 34         | 12         | 0          | 2     | 1     | 0     | —              | —              | —              | 36     | 13     | 0      |
| 2014/15                   | Heracles Almelo     | Eredivisie     | 31         | 8          | 7          | 3     | 1     | 1     | —              | —              | —              | 34     | 9      | 8      |
| 2015/16                   | Heracles Almelo     | Eredivisie     | 37         | 14         | 0          | 2     | 1     | 0     | —              | —              | —              | 39     | 15     | 0      |
| 2016/17                   | AZ                  | Eredivisie     | 33         | 17         | 4          | 4     | 0     | 0     | 12             | 1              | 1              | 49     | 18     | 5      |
| 2017/18                   | AZ                  | Eredivisie     | 31         | 18         | 6          | 6     | 9     | 2     | —              | —              | —              | 37     | 27     | 8      |
| 2018/19                   | VfL Wolfsburg       | Bundesliga     | 34         | 17         | 7          | 2     | 1     | 0     | —              | —              | —              | 36     | 18     | 7      |
| 2019/20                   | VfL Wolfsburg       | Bundesliga     | 32         | 16         | 3          | 2     | 2     | 0     | 9              | 2              | 2              | 43     | 20     | 5      |
| 2020/21                   | VfL Wolfsburg       | Bundesliga     | 34         | 20         | 9          | 4     | 3     | 0     | 3              | 2              | 0              | 41     | 25     | 9      |
| 2021/22                   | VfL Wolfsburg       | Bundesliga     | 18         | 6          | 1          | 1     | 1     | 0     | 5              | 0              | 0              | 24     | 7      | 1      |
| 2021/22                   | Burnley             | Premier League | 20         | 2          | 3          | 0     | 0     | 0     | —              | —              | —              | 20     | 2      | 3      |
| 2022/23                   | → Beşiktaş          | Süper Lig      | 16         | 8          | 4          | 2     | 1     | 0     | —              | —              | —              | 18     | 9      | 4      |
| 2022/23                   | → Manchester United | Premier League | 17         | 0          | 1          | 8     | 1     | 2     | 6              | 1              | 0              | 31     | 2      | 3      |
| 2023/24                   | → TSG Hoffenheim    | Bundesliga     | 28         | 7          | 3          | 2     | 0     | 1     | —              | —              | —              | 30     | 7      | 4      |
| 2024/25                   | AFC Ajax            | Eredivisie     | 5          | 3          | 1          | 0     | 0     | 0     | 2              | 1              | 1              | 7      | 4      | 2      |
| Totaal                    | Totaal              | Totaal         | 393        | 156        | 49         | 40    | 21    | 6     | 37             | 7              | 4              | 475    | 184    | 59     |
| Bijgewerkt op 30 mei 2024 |                     |                |            |            |            |       |       |       |                |                |                |        |        |        |

## Interlandcarrière

### Nederland Onder 21
Weghorst werd op 3 oktober 2014 geselecteerd voor Nederland Onder 21 (Jong Oranje), zijn eerste selectie voor een vertegenwoordigend nationaal elftal. Hij maakte bij zijn debuut op 14 oktober 2014 direct zijn eerste goal.
| Interlands van Weghorst voor Nederland –21 | Interlands van Weghorst voor Nederland –21 | Interlands van Weghorst voor Nederland –21 | Interlands van Weghorst voor Nederland –21 | Interlands van Weghorst voor Nederland –21   | Interlands van Weghorst voor Nederland –21 |
| No.                                        | Datum                                      | Wedstrijd                                  | Uitslag                                    | Soort Wedstrijd                              | Doelpunten                                 |
| ------------------------------------------ | ------------------------------------------ | ------------------------------------------ | ------------------------------------------ | -------------------------------------------- | ------------------------------------------ |
|                                            |                                            |                                            |                                            |                                              |                                            |
| Als speler van Heracles Almelo             |                                            |                                            |                                            |                                              |                                            |
| 1.                                         | 14 oktober 2014                            | Portugal – Nederland                       | 5 – 4                                      | Play-offs kwalificatie UEFA EK Onder 21 2015 | 15'                                        |

### Nederlands elftal
Weghorst debuteerde op 23 maart 2018 in het Nederlands elftal, tijdens een met 0–1 verloren oefeninterland thuis tegen Engeland. Hij kwam na 88 minuten in het veld als vervanger voor Stefan de Vrij. Hij ging in de selectie concurreren met Luuk de Jong om de rol van pinch-hitter. 

#### EK 2020
Vervolgens werd Weghorst twee jaar lang niet geselecteerd voor het Nederlands elftal. Na een uitstekend seizoen bij zijn club VfL Wolfsburg werd hij door bondscoach Frank de Boer opgenomen in de voor- en definitieve selectie van het EK 2020, dat vanwege de coronapandemie een jaar later plaatsvond. Op 6 juni 2021 maakte hij in de aanloop van het EK zijn eerste doelpunt voor het Nederlands elftal in de vriendschappelijke wedstrijd tegen Georgië. Tijdens het EK kreeg hij in de eerste twee groepswedstrijden een basisplaats. Tijdens de eerste van deze twee wedstrijden, tegen Oekraïne, wist Weghorst te scoren. Tijdens de derde groepswedstrijd en wedstrijd in de achtste finale kreeg niet Weghorst, maar Donyell Malen de voorkeur voor een basisplaats.

#### WK 2022
Op 11 november 2022 werd bekend dat Weghorst tot de spelers behoorde die door bondscoach Louis van Gaal werden opgeroepen om deel te nemen aan het WK 2022 in Qatar. Tijdens de tweede groepswedstrijd tegen Ecuador mocht hij invallen en zijn WK-debuut maken. In de kwartfinale tegen Argentinië werd Weghorst bij een 0–2 achterstand na 78 minuten in het veld gebracht als onderdeel van het zogeheten 'Plan B'. Hij scoorde eerst met het hoofd uit een voorzet van Steven Berghuis en vervolgens diep in de blessuretijd met de voet uit een ingestudeerde vrije trap. Hierdoor wist Nederland op het laatste moment een verlenging uit het vuur te slepen, welke uiteindelijk uitdraaide op strafschoppen. Nederland werd in de strafschoppenreeks uitgeschakeld. Weghorst scoorde in deze reeks als vierde nemer aan Nederlandse zijde zijn strafschop.

#### EK 2024
Op zaterdag 18 november 2023 plaatste Wout Weghorst zich met het Nederlands elftal voor het EK 2024 dat wordt gehouden in Duitsland. In deze kwalificatiereeks scoorde hij 3 keer.
Tijdens de eerste groepswedstrijd tegen Polen kwam Weghorst in de 81e minuut in het veld voor Memphis Depay. Hij scoorde in de 83e minuut op aangeven van Nathan Aké de 2–1. Dit was het winnende doelpunt. Ook was dit het snelste doelpunt op een EK door een invaller van Oranje: hij stond 137 seconden in het veld. Nederland overleefde een groep met Polen, Frankrijk en Oostenrijk en schakelde vervolgens Roemenië en Turkije uit, voordat het in de halve finales met 2–1 verloor van Engeland. Weghorst kwam op het toernooi in alle wedstrijden als invaller in actie.
| Interlands van Weghorst voor Nederland | Interlands van Weghorst voor Nederland | Interlands van Weghorst voor Nederland | Interlands van Weghorst voor Nederland | Interlands van Weghorst voor Nederland | Interlands van Weghorst voor Nederland |
| №                                      | Datum                                  | Wedstrijd                              | Uitslag                                | Soort Wedstrijd                        | Goals                                  |
| -------------------------------------- | -------------------------------------- | -------------------------------------- | -------------------------------------- | -------------------------------------- | -------------------------------------- |
|                                        |                                        |                                        |                                        |                                        |                                        |
| Als speler bij AZ                      | Als speler bij AZ                      | Als speler bij AZ                      | Als speler bij AZ                      | Als speler bij AZ                      | 0                                      |
| 1.                                     | 23 maart 2018                          | Nederland – Engeland                   | 0 – 1                                  | Vriendschappelijk                      |                                        |
| 2.                                     | 31 mei 2018                            | Slowakije – Nederland                  | 1 – 1                                  | Vriendschappelijk                      |                                        |
| 3.                                     | 4 juni 2018                            | Italië – Nederland                     | 1 – 1                                  | Vriendschappelijk                      |                                        |
| Als speler bij VfL Wolfsburg           | Als speler bij VfL Wolfsburg           | Als speler bij VfL Wolfsburg           | Als speler bij VfL Wolfsburg           | Als speler bij VfL Wolfsburg           | 2                                      |
| 4.                                     | 19 november 2019                       | Nederland – Estland                    | 5 – 0                                  | Kwalificatie EK 2020                   |                                        |
| 5.                                     | 2 juni 2021                            | Nederland – Schotland                  | 2 – 2                                  | Vriendschappelijk                      |                                        |
| 6.                                     | 6 juni 2021                            | Nederland – Georgië                    | 3 – 0                                  | Vriendschappelijk                      | 55'                                    |
| 7.                                     | 13 juni 2021                           | Nederland – Oekraïne                   | 3 – 2                                  | EK 2020                                | 58'                                    |
| 8.                                     | 17 juni 2021                           | Nederland – Oostenrijk                 | 2 – 0                                  | EK 2020                                |                                        |
| 9.                                     | 21 juni 2021                           | Noord-Macedonië – Nederland            | 0 – 3                                  | EK 2020                                |                                        |
| 10.                                    | 27 juni 2021                           | Nederland – Tsjechië                   | 0 – 2                                  | EK 2020                                |                                        |
| 11.                                    | 8 oktober 2021                         | Letland – Nederland                    | 0 – 1                                  | Kwalificatie WK 2022                   |                                        |
| 12.                                    | 11 oktober 2021                        | Nederland – Gibraltar                  | 6 – 0                                  | Kwalificatie WK 2022                   |                                        |
| Als speler bij Burnley                 | Als speler bij Burnley                 | Als speler bij Burnley                 | Als speler bij Burnley                 | Als speler bij Burnley                 | 1                                      |
| 13.                                    | 8 juni 2022                            | Wales – Nederland                      | 1 – 2                                  | Nations League 2022/23                 | 90+4'                                  |
| 14.                                    | 11 juni 2022                           | Nederland – Polen                      | 2 – 2                                  | Nations League 2022/23                 |                                        |
| Als speler bij Besiktas                | Als speler bij Besiktas                | Als speler bij Besiktas                | Als speler bij Besiktas                | Als speler bij Besiktas                | 2                                      |
| 15.                                    | 22 september 2022                      | Polen – Nederland                      | 0 – 2                                  | Nations League 2022/23                 |                                        |
| 16.                                    | 25 november 2022                       | Nederland – Ecuador                    | 1 – 1                                  | WK 2022                                |                                        |
| 17.                                    | 29 november 2022                       | Nederland – Qatar                      | 2 – 0                                  | WK 2022                                |                                        |
| 18.                                    | 3 december 2022                        | Nederland – Verenigde Staten           | 3 – 1                                  | WK 2022                                |                                        |
| 19.                                    | 9 december 2022                        | Nederland – Argentinië                 | 2 – 2                                  | WK 2022                                | 83' 90+11'                             |
| Als speler bij Manchester United       | Als speler bij Manchester United       | Als speler bij Manchester United       | Als speler bij Manchester United       | Als speler bij Manchester United       | 0                                      |
| 20.                                    | 24 maart 2023                          | Frankrijk – Nederland                  | 4 – 0                                  | Kwalificatie EK 2024                   |                                        |
| 21.                                    | 27 maart 2023                          | Nederland – Gibraltar                  | 3 – 0                                  | Kwalificatie EK 2024                   |                                        |
| 22.                                    | 14 juni 2023                           | Nederland – Kroatië                    | 2 – 4                                  | Nations League 2022/23                 |                                        |
| 23.                                    | 18 juni 2023                           | Nederland – Italië                     | 2 – 3                                  | Nations League 2022/23                 |                                        |
| Als speler bij TSG Hoffenheim          | Als speler bij TSG Hoffenheim          | Als speler bij TSG Hoffenheim          | Als speler bij TSG Hoffenheim          | Als speler bij TSG Hoffenheim          | 7                                      |
| 24.                                    | 7 september 2023                       | Nederland – Griekenland                | 3 – 0                                  | Kwalificatie EK 2024                   | 39'                                    |
| 25.                                    | 10 september 2023                      | Ierland – Nederland                    | 1 – 2                                  | Kwalificatie EK 2024                   | 56'                                    |
| 26.                                    | 13 oktober 2023                        | Nederland – Frankrijk                  | 1 – 2                                  | Kwalificatie EK 2024                   |                                        |
| 27.                                    | 16 oktober 2023                        | Griekenland – Nederland                | 0 – 1                                  | Kwalificatie EK 2024                   |                                        |
| 28.                                    | 18 november 2023                       | Nederland - Ierland                    | 1 – 0                                  | Kwalificatie EK 2024                   | 11'                                    |
| 29.                                    | 21 november 2023                       | Gibraltar – Nederland                  | 0 – 6                                  | Kwalificatie EK 2024                   |                                        |
| 30.                                    | 22 maart 2024                          | Nederland – Schotland                  | 4 – 0                                  | Vriendschappelijk                      | 84'                                    |
| 31.                                    | 26 maart 2024                          | Duitsland – Nederland                  | 2 – 1                                  | Vriendschappelijk                      |                                        |
| 32.                                    | 6 juni 2024                            | Nederland – Canada                     | 4 – 0                                  | Vriendschappelijk                      | 63'                                    |
| 33.                                    | 10 juni 2024                           | Nederland – IJsland                    | 4 – 0                                  | Vriendschappelijk                      | 90'                                    |
| 34.                                    | 16 juni 2024                           | Polen – Nederland                      | 1 – 2                                  | EK 2024                                | 83'                                    |
| 35.                                    | 21 juni 2024                           | Nederland – Frankrijk                  | 0 – 0                                  | EK 2024                                |                                        |
| 36.                                    | 25 juni 2024                           | Nederland – Oostenrijk                 | 2 – 3                                  | EK 2024                                |                                        |
| Als speler bij Burnley                 |                                        |                                        |                                        |                                        |                                        |
| 37.                                    | 2 juli 2024                            | Roemenië – Nederland                   | 0 – 3                                  | EK 2024                                |                                        |
| 38.                                    | 6 juli 2024                            | Nederland – Turkije                    | 2 – 1                                  | EK 2024                                |                                        |
| 39.                                    | 10 juli 2024                           | Nederland – Engeland                   | 1 – 2                                  | EK 2024                                |                                        |
| Als speler bij AFC Ajax                | Als speler bij AFC Ajax                | Als speler bij AFC Ajax                | Als speler bij AFC Ajax                | Als speler bij AFC Ajax                | 2                                      |
| 40.                                    | 7 september 2024                       | Nederland – Bosnië en Herzegovina      | 5 – 2                                  | Nations League 2024/25                 | 88'                                    |
| 41.                                    | 10 september 2024                      | Nederland – Duitsland                  | 2 – 2                                  | Nations League 2024/25                 |                                        |
| 42.                                    | 16 november 2024                       | Nederland – Hongarije                  | 4 – 0                                  | Nations League 2024/25                 | 21'                                    |
| 43.                                    | 19 november 2024                       | Bosnië en Herzegovina – Nederland      | 1 – 1                                  | Nations League 2024/25                 |                                        |
| 44.                                    | 7 juni 2025                            | Finland - Nederland                    | 0 – 2                                  | Kwalificatie WK 2026                   |                                        |
| 45.                                    | 10 juni 2025                           | Nederland - Malta                      | 8 – 0                                  | Kwalificatie WK 2026                   |                                        |

## Erelijst
Manchester United
- EFL Cup: 2022/23

## Persoonlijk
Weghorst heeft een vriendin en vier dochters. Bij Weghorst speelt het christelijk geloof een hoofdrol in zijn leven.

### Corona
Tijdens de coronapandemie deelde Weghorst in december 2020 een Instagrampost met de woorden: "Stel je voor, er is een vaccin dat zo veilig is dat je bedreigd moet worden om het te nemen. Tegen een ziekte die zo dodelijk is dat je getest moet worden om te weten dat je het hebt". Hiermee haalde hij de woorden van een Amerikaanse antivaccinatie-activist aan. Weghorst kreeg de nodige kritiek op zijn woorden en bood vervolgens in een interview met Kicker zijn excuses aan. Tijdens een televisie-interview bij Das Aktuelle sportstudio distantieerde hij zich niet van zijn eerdere uitlatingen, ondanks dat de interviewer hem complottaal verweet.